# Olivier Biver
Olivier Biver (* 6. August 1997) ist ein luxemburgischer Eishockeyspieler, der seit 2024 beim IHC Beaufort in der belgischen National League und der Luxembourg Hockey League spielt.

## Karriere
Olivier Biver begann seine Karriere bei Hiversport Luxembourg, wo er in der luxemburgischen Liga spielte. Mit 18 Jahren wechselte er 2015 zu Tornado Luxembourg in die vierthöchste französische Liga, die Division 3. Seit 2020 spielte er mit dem Klub parallel auch in der wiederbegründeten Luxembourg Hockey League. Seit 2024 steht er beim IHC Beaufort in der belgischen National League und der Luxembourg Hockey League auf dem Eis.

### International
Für die Luxemburger Nationalmannschaft nahm Biver an den Welttitelkämpfen der Division III 2015, 2019, 2022 und 2023 teil.